# عقيرباء متناسقة
عقيرباء متناسقة (الاسم العلمي:Euscorpius concinnus) هي نوع من العنكبوتيات يتبع جنس العقيرباء من الفصيلة العقيربية.